# Kim Possible
Kim Possible è una serie animata statunitense prodotta da Disney e trasmessa da Disney Channel tra il 7 giugno 2002 e il 7 settembre 2007.
In Italia, la serie è andata in onda in prima visione sempre su Disney Channel dal 6 ottobre 2002 a marzo 2006 senza mai abbandonare il palinsesto, pur cambiando l'orario di trasmissione, mentre venne trasmessa in chiaro su Rai 2 dal gennaio 2004.
La serie K.C. Agente Segreto, trasmessa su Disney Channel dal 2015, presenta concetti e atmosfere molto simili a quelle di Kim Possible.
Nel 2019 è uscito un film live-action omonimo basato sulla serie, prodotto da Disney Channel.

## Trama
La serie narra, in tono comico-avventuroso, le vicende della liceale Kim Possible, la quale risiede nell'immaginaria città di Middleton e, oltre agli impegni scolastici, gli allenamenti delle cheerleader e i problemi dall'adolescenza affronta ogni giorno imperterriti nemici che architettano piani per conquistare il mondo.
Ad assistere la ragazza nelle sue avventure (generalmente parodie di film di 007, telefilm anni sessanta-settanta, fantascienza anni cinquanta e supereroi) sono il suo migliore amico, Ron Stoppable, ragazzo goffo e maldestro dall'innata positività sempre accompagnato dalla sua talpa senza pelo, Rufus, ed il geniale hacker Wade Load, che vive dietro un computer e non è mai uscito dalla sua stanza.
Di episodio in episodio Kim affronta numerosi pittoreschi antagonisti tra i quali sono ricorrenti lo scienziato pazzo Dottor Drakken e la sua temibile assistente Shego, il golfista folle Duff Killigan, i miliardari Señor Senior, dediti al male per hobby, il Professor Dementor e Lord Monkey Fist, nobile inglese ossessionato dal Tai-Sheng-Pek-Quar.
Dopo il film Kim Possible - La sfida finale, viene prodotta una quarta stagione della serie, la quale vede Kim e Ron come coppia, con la conseguente introduzione di diverse gag relative al loro fidanzamento, anche se il tutto è comunque trattato con molta delicatezza dagli autori per evitare di sfociare nella soap.
Inoltre vengono introdotti vari nuovi antagonisti quali Camille Léon, una versione animata e parodistica di Paris Hilton, Warmonga e Warhok, conquistatori alieni provenienti dal pianeta Lowardia che tentano un'invasione negli ultimi due episodi della stagione.

## Film
- Kim Possible - Viaggio nel tempo (2003)
- Kim Possible - La sfida finale (2005)
- Kim Possible (2019)

## Produzione
Secondo quanto dichiarato dai due autori, la serie venne concepita dopo uno scambio di battute mentre erano bloccati in ascensore; McCorkle voltandosi verso Schooley disse: «Kim Possible: può fare qualsiasi cosa» ("Kim Possible: she can do anything"), al che esso replicò: «Il suo partner è Ron Stoppable: non può fare nulla» ("Her partner is Ron Stoppable: he can't do anything"). Esposta l'idea a Disney Channel questi commissionarono ai due la realizzazione di una serie animata la quale divenne in breve la serie maggiormente seguita del canale.Dopo tre stagioni ed un film per la TV, Kim Possible - La sfida finale, il 22 febbraio 2005 fu cancellata, tuttavia il network decide successivamente di rinnovare lo show per una quarta stagione, andata in onda negli Stati Uniti dal 10 febbraio al 7 settembre 2007, facendo arrivare la serie a 80 episodi.

### Middleton
Gran parte degli eventi narrati nella serie avvengono nell'immaginaria cittadina di Middleton, situata tra le altrettanto immaginarie Upperton e Lowerton. La localizzazione esatta del luogo è ignota, sebbene, durante la serie, siano presenti alcuni, contraddittori, indizi che aprono la strada a tre possibilità:
- La prima è che si trovi in Colorado, in quanto nell'episodio Il nuovo Ron, quando i Señor Senior direzionano un missile sulla città natale dell'avversaria la mappa che compare sullo schermo del computer è quella del Colorado. Se così fosse la città potrebbe essere un omaggio alla cittadina di Littleton, sebbene per aspetto sia più simile a Highlands Ranch.
- La seconda ipotesi è che sia in Virginia Occidentale, poiché nell'episodio Settimana bianca, quando Kim si mette sulle tracce di Ron, rapito durante una gita in montagna appena fuori città, chiede a Wade di rintracciare il segnale del Kimmunikator dell'amico, la mappa satellitare inviatale di risposta è quella della Virginia Occidentale.
- La terza ed ultima opzione è che sia situata in Kansas, poiché nell'episodio Un precettore per Kim, il club di geografia del liceo di Middleton afferma che le coordinate del loro paese siano 39°50′N 98°35′W. Tali coordinate coincidono con il centro geografico esatto degli Stati Uniti, dove si trova il Kansas.

Ad ogni modo dovrebbe essere situata da qualche parte nei pressi delle Montagne Rocciose, come si evince da un dialogo tra i due protagonisti durante un viaggio a San Francisco nell'episodio La regina delle Bibi.

### Colonna sonora
La sigla, sia d'apertura che di chiusura, dello show è "Call Me, Beep Me" di Christina Milian.

## Accoglienza
La première di Kim Possible è andata in onda il 7 giugno 2002 registrando un ampio numero di ascolti, tale da rendere la serie la più seguita del canale sia da parte del pubblico che della critica, la quale commentò molto positivamente la qualità dell'animazione, i dialoghi e, soprattutto, i personaggi, sia positivi che negativi.

## Riconoscimenti
- Daytime Emmy Awards
  - 2005 – Outstanding Sound Mixing - Live Action and Animation a Melissa Ellis e Fil Brown

## Doppiaggio
Di seguito sono elencati i principali personaggi e i doppiatori, sia in originale che in italiano:
| Personaggio         | Doppiatore originale        | Doppiatore italiano                                      |
| ------------------- | --------------------------- | -------------------------------------------------------- |
| Kim Possible        | Christy Carlson Romano      | Valentina Mari (dialoghi) Gabriella Scalise (canto)      |
| Ron Stoppable       | Will Friedle                | Marco Vivio (dialoghi) Alessandro Quarta (canto)         |
| Rufus               | Nancy Cartwright            | Tatiana Dessi                                            |
| Wade Load           | Tahj Mowry                  | Fabrizio De Flaviis (1ª voce) Daniele Raffaeli (2ª voce) |
| Dottor Drakken      | John DiMaggio               | Ambrogio Colombo (dialoghi) Roberto Stocchi (canto)      |
| Shego               | Nicole Sullivan             | Laura Lenghi                                             |
| Monkey Fist         | Tom Kane                    | Oliviero Dinelli                                         |
| Duff Killigan       | Brian George                | Paolo Buglioni (1ª voce) Claudio Fattoretto (2ª voce)    |
| Professor Dementor  | Patton Oswalt               | Carlo Scipioni                                           |
| Señor Senior, Sr.   | Ricardo Montalbán Earl Boen | Pietro Biondi                                            |
| Señor Senior Jr.    | Nestor Carbonell            | Fabrizio Vidale (1ª voce) Francesco Pezzulli (2ª voce)   |
| Motor Ed            | John DiMaggio               | Roberto Stocchi                                          |
| Lucro Parsimonia    | Richard Kind                | Danilo De Girolamo                                       |
| DNAmy               | Melissa McCarthy            | Francesca Guadagno                                       |
| Bonnie Rockwaller   | Kirsten Storms              | Domitilla D'Amico                                        |
| Monique             | Raven-Symoné                | Gemma Donati                                             |
| Steve Barkin        | Patrick Warburton           | Saverio Indrio                                           |
| Sensei              | George Takei                | Roberto Del Giudice                                      |
| Yori                | Keiko Agena                 | Letizia Scifoni                                          |
| Josh Mankey         | Andrew James Trauth         | Davide Perino                                            |
| Brick Flagg         | Rider Strong                | Simone Crisari                                           |
| Dottor Possible     | Gary Cole                   | Lucio Saccone                                            |
| Dottoressa Possible | Jean Smart                  | Antonella Giannini                                       |
| Jim & Tim Possible  | Shaun Fleming Spencer Fox   | Tatiana Dessi Maura Cenciarelli                          |
| Cugino Larry        | Brian Posehn                | Fabrizio Mazzotta (1ª voce) Luigi Ferraro (2ª voce)      |
| Padre di Ron        | Elliott Gould               | Giorgio Locuratolo (1ª voce) Gerolamo Alchieri (2ª voce) |

## Videogiochi
Dalla serie sono stati tratti sei videogiochi:
- Disney's Kim Possible: Revenge of Monkey Fist (GBA) — 15 novembre 2002
- Disney's Kim Possible 2: Drakken's Demise (GBA) — 22 settembre 2004
- Disney's Kim Possible 3: Team Possible (GBA) — 26 luglio 2005
- Disney's Kim Possible: Kimmunicator (DS) — 9 novembre 2005
- Disney's Kim Possible: What's the Switch? (PS2) — 19 ottobre 2006
- Disney's Kim Possible: Global Gemini (DS) — 13 febbraio 2007